# Монецький повіт
Монецький повіт (пол. powiat moniecki) — один з 14 земських повітів Підляського воєводства Польщі.
Утворений 1 січня 1999 року в результаті адміністративної реформи.

## Загальні дані
Адміністративний центр — місто Монькі.
Станом на 1.01.2008 населення становить 42 668 осіб, площа 1381,79 км².

## Демографія
Демографічні дані повіту станом на 30.06.2005:
|       | Всього | Всього | Жінки  | Жінки | Чоловіки | Чоловіки |
| ----- | ------ | ------ | ------ | ----- | -------- | -------- |
|       | осіб   | %      | осіб   | %     | осіб     | %        |
| Повіт | 43 238 | 100    | 21 571 | 49,9  | 21 667   | 50,1     |
| Міста | 15 265 | 100    | 7959   | 52,1  | 7306     | 47,9     |
| Села  | 27 973 | 100    | 13 612 | 48,7  | 14 361   | 51,3     |